# Sooglossus
Sooglossus – rodzaj płazów bezogonowych z rodziny seszelkowatych (Sooglossidae).

## Zasięg występowania
Rodzaj obejmuje gatunki występujące na wyspach Mahé i Silhouette należących do archipelagu Seszeli na Oceanie Indyjskim.

## Systematyka

### Etymologia
- Sooglossus: gr. σωος sōos „cały, bez szwanku, bezpieczny”[5]; φρυνη phrunē, φρυνης phrunēs „ropucha”[6].
- Nesomantis: gr. νησος nēsos „wyspa” (tj. Mahé)[7]; μαντις mantis, μαντεως manteōs „żaba drzewna”[8]. Gatunek typowy: Nesomantis thomasseti Boulenger, 1909.

### Podział systematyczny
Do rodzaju należą następujące gatunki:
- Sooglossus sechellensis (Boettger, 1896) – żaba seszelska[9]
- Sooglossus thomasseti (Boulenger, 1909) – seszelka ropuchowata[10]